# Privacy International
Privacy International (PI) is een niet-gouvernementele organisatie die wereldwijd het recht op privacy verdedigt. De organisatie, gevestigd in Londen, werd opgericht in 1990, ingeschreven als non-profitorganisatie in 2002 en geregistreerd als liefdadigheidsinstelling in 2012.

## Geschiedenis
Eind jaren tachtig rees het besef dat in toenemende mate burgers over de hele wereld in de gaten werden gehouden. In het jaar 1990 kwamen meer dan honderd privacydeskundigen en mensenrechtenorganisaties uit veertig landen bijeen om een internationale organisatie op te richten voor de bescherming van de privacy. De oprichters, computerdeskundigen, academici, advocaten, journalisten, juristen en mensenrechtenactivisten, wilden wereldwijd het belang van de bescherming van privacy en persoonsgegevens onderstrepen. Er werden in de hele wereld bijeenkomsten gehouden op initiatief van de Britse privacyactivist Simon Davies, die tot 2012 directeur van de organisatie bleef.

## Organisatie
PI evolueerde tot een onafhankelijk, niet-gouvernementeel netwerk voor het bepleiten en ondersteunen van de privacy, maar slaagde er de eerste tien jaar niet in een belangrijke internationale speler te worden. De meeste campagnes waren in de beginperiode gericht op Zuidoost-Azië.
Vanaf 2011 werd de organisatie meer gestructureerd: PI heeft tegenwoordig acht man vast personeel en vertegenwoordigers in 47 landen.
De organisatie wordt gefinancierd door een aantal internationale organisaties en sommige overheden. Geld van bedrijven wordt niet aanvaard.

## Doelstellingen
De primaire doelstelling van PI is het verdedigen van de privacy. Actiemiddelen daartoe zijn:
- onderzoek naar spionage door de overheid, en naar de bedrijven die eraan meewerken
- aanklachten indienen wanneer hun handelen in strijd is met de wet
- aandringen op strenge nationale en internationale wetgeving om de privacy te beschermen
- maatschappelijke bewustwording stimuleren inzake technologieën en wetten die de privacy bedreigen, teneinde politieke veranderingen op gang te brengen

## Actieterrein

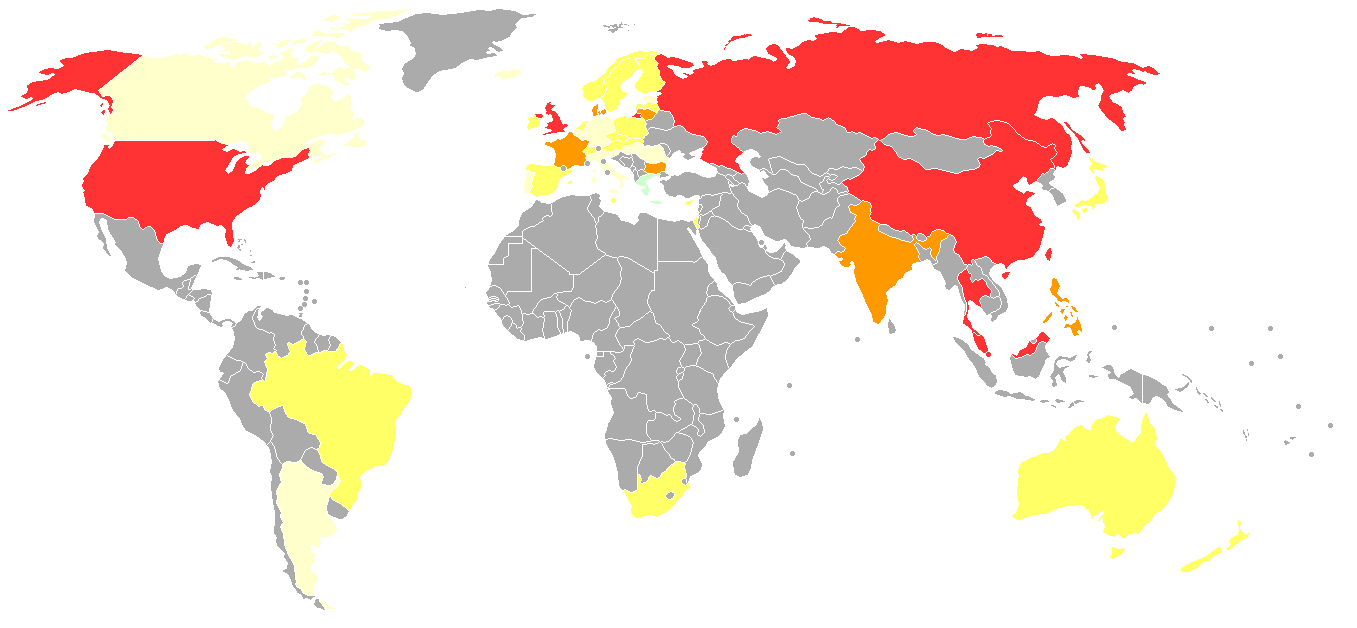
Privacy International privacy-index 2007

Sinds eind jaren negentig heeft PI campagnes en projecten opgezet rond een hele reeks vraagstukken, zoals internetprivacy, internationale uitwisseling van passagiersgegevens, wetgeving inzake gegevensbescherming, antiterrorismemaatregelen, vrijheid van informatie, internetcensuur, identiteitssystemen, corporate governance, de aanstelling van privacyregulators, grensoverschrijdende gegevensstromen, dataretentie, procesrecht, regeringsoverleg, informatiebeveiliging, nationale veiligheid, computercriminaliteit en aspecten van bijna honderd technologieën en applicaties, gaande van cameratoezicht tot genetische vingerafdrukken.
Het netwerk van de organisatie heeft organisaties in meer dan veertig landen geholpen bij het opzetten van lokale activiteiten.
PI houdt ook kritisch toezicht op internationale organisaties zoals de Europese Unie, de Raad van Europa en de agentschappen van de Verenigde  Naties.

## Publicaties
PI heeft ongeveer dertig belangrijke onderzoeksrapporten gepubliceerd.

## Campagnes

#### Big Brother Incorporated
In 1995 publiceerde PI een rapport over de internationale handel in technologie waarmee het doen en laten van individuele burgers in kaart kan worden gebracht, getiteld Big Brother Incorporated. Daarin werd ingegaan op de verkoop van technologieën door westerse bedrijven aan repressieve regimes die er politieke controle mee beoogden te bereiken. In deze niet-gereguleerde markt zou bijna 5 miljard dollar per jaar omgaan. Een vervolgonderzoek werd uitgevoerd in juni 2011. PI dringt aan op strengere regulering, en op dat gebied zijn al enkele successen geboekt.

#### SWIFT-affaire
In juni 2006 maakten The New York Times en de Los Angeles Times melding van een afspraak tussen SWIFT, de organisatie voor bankverkeer, en de VS waarbij in het geheim gegevens over alle banktransacties werden overgemaakt. PI diende hierover een klacht in in 38 landen. Dit leidde tot het overbrengen van het SWIFT-datacenter naar Zwitserland, waar de VS geen jurisdictie over hebben.

#### Big Brother Awards
In 1998 werd gestart met de Big Brother Awards. Deze prijzen worden in verschillende landen uitgereikt aan personen, bedrijven of instellingen die de privacy het meest bedreigen, of juist ondersteunen.

#### Andere campagnes
In januari 2003 introduceerde PI de "Stupid Security", een prijs voor de meest zinloze en hinderlijke maatregel inzake privacy.

#### Google Street View
In maart 2009 legde PI in het Verenigd Koninkrijk een klacht neer tegen Google Street View wegens privacyschendingen. De klacht werd verworpen.

#### NSA-GCHQ rechtszaak
Op verzoek van onder meer Privacy International oordeelde In februari 2015 een Britse rechtbank dat de massasurveillance die de GCHQ tot december 2014 uitvoerde met gegevens van de NSA, onwettig was, wegens in strijd met het Europees Verdrag voor de Rechten van de Mens en het ontbreken van het noodzakelijke juridische kader.

## Privacy-index
Sinds 1997 publiceert Privacy International, in samenwerking met het Electronic Privacy Information Center (EPIC), jaarlijks een onderzoek naar de privacyrisico's van de bevolking van enkele landen als gevolg van het meekijken van overheid en bedrijven. Het laatste rapport dateert van 2007.
In januari publiceerde Privacy International, in samenwerking met EPIC en het Center for Media and Communications Studies (CMCS), het rapport European Privacy and Human Rights 2010, met financiële steun van een programma van de Europese Commissie: "Fundamental Rights and Citizenship, 2007-13". Het rapport telt 33 specifieke verslagen die het gehele Europese landschap bestrijken van nationale wetgeving inzake privacy en bescherming van gegevens tot een reeks andere wetten en regelingen inzake privacy, met een ranglijst van landen.